# Our.news
Our.News è una piattaforma dedicata alla verifica dei fatti, che fornisce delle "etichette nutrizionali" che valutano l'affidabilità degli articoli, combinando dei punteggi automatici con quelli assegnati dagli utenti.
La piattaforma è disponibile sia come estensione di Google Chrome e Firefox, sia come app mobile per sistemi iOS.
Le etichette hanno lo scopo di combattere la disinformazione online, fornendo un prospetto riassuntivo degli ingredienti e delle informazioni di base che compongono qualsiasi articolo di notizie. Ciò include informazioni su redattori, curatori, editore, verifiche dei fatti da parte di terze parti, fonti degli articoli, classificazioni degli articoli generati con l'intelligenza artificiale e valutazioni da parte dell'opinione pubblica.
Richard Zack è il fondatore e collabora in qualità di amministratore delegato. Neta Iser è una cofondatrice e ricopre la posizione di Capo dei Dati Scientifici, mentre Jared McKiernan è redattore.